# Dehwari (Sprache)
Dehwari (persisch: دهواری) ist ein persischer Dialekt, der von etwa 14.000 Menschen der Dehwar-Volksgruppe in Pakistan (Provinz Belutschistan) gesprochen wird.